# Arnold zum Turm
Arnold zum Turm  (de turri; † ca. 1266) ist als Arnold von Thurn, Gründer des Rheinstädtebundes, † MCCLXIV in der Walhalla die Gedenktafel Nr. 56 gewidmet.
Er gilt zusammen mit Arnold Walpot als Begründer des Rheinischen Städtebundes. Arnold war laut Urkunden von 1238 bis mindestens 15. Oktober 1263 Stadtkämmerer beim Erzbischof von Mainz. Da ab 1266 sein Sohn Eberhard dieses Amt innehatte, nimmt man an, dass Arnold in diesem Jahr gestorben ist.
Arnold war mit den Herren von Dornberg verwandt und sollte laut Verfügung des letzten männlichen Vertreters der Dornberger, Konrad von Dornberg, die Dornberger Familiengüter inklusive Schloss Dornberg erhalten. Dazu kam es jedoch nicht, da die Lehen als heimgefallen interpretiert und dann neu an die Grafen von Katzenelnbogen vergeben wurden.

## Quelle
- Walhalla, Amtlicher Führer, 2006

| Personendaten    | Personendaten                          |
| ---------------- | -------------------------------------- |
| NAME             | Arnold zum Turm                        |
| ALTERNATIVNAMEN  | Arnold von Thurn                       |
| KURZBESCHREIBUNG | Begründer des Rheinischen Städtebundes |
| GEBURTSDATUM     | 12. Jahrhundert oder 13. Jahrhundert   |
| STERBEDATUM      | um 1266                                |